# Бернар, Раймон
Раймон Бернар ( фр. Raymond Bernard; 10 октября 1891, Париж, Франция — 12 декабря 1977, там же) — французский кинорежиссёр, сценарист и актёр, чья длительная кинокарьера продолжалась более 40 лет. Наиболее известен в связи с постановками созданных с размахом исторических картин и экранизациями литературной классики, в том числе пьес своего отца — известного драматурга Тристана Бернара.

## Биография и творчество
Раймон Бернар родился 10 октября 1891 года в Париже. Он является младшим сыном писателя и драматурга Тристана Бернара и братом драматурга Жан-Жака Бернара (фр. Jean-Jacques Bernard).
Свою карьеру начал как актёр, появляясь на сцене в постановках пьес, написанных его отцом, в том числе в «Жанне Доре» (1913) вместе с Сарой Бернар. В 1917 году Бернар начал работать в кино помощником Жака Фейдера на студии «Гомон», а затем продолжил самостоятельную карьеру уже качестве режиссёра, получив в это время известность главным образом как постановщик адаптированных для кино пьес своего отца. Так, в 1919 году он экранизировал самую известную пьесу Тристана Бернара — «Маленькое кафе». Главной звездой фильма был Макс Линдер, поправившийся после продолжительной болезни, где блестяще исполнил свою роль официанта в непритязательном кафе. По сюжету картины, он связан контрактом со своим увеселительным заведением и, став миллионером, ночью кутит напропалую, а днём работает в официантом. По мнению историка кино Жоржа Садуля в этой незамысловатой комедии великий комик должен был играть двойную роль, причём обе были в его вкусе: «Постановка Раймона Бернара тщательна, продуманна, но ей не хватало самобытности. И всё же, хотя картину испортило обилие субтитров, она пользовалась значительным и вполне заслуженным успехом на мировом кинорынке». Его специализацию в это время Садуль охарактеризовал следующим образом: «режиссёр как бы замкнулся и жил в экранизациях произведений своего отца периода до 1920 года». 

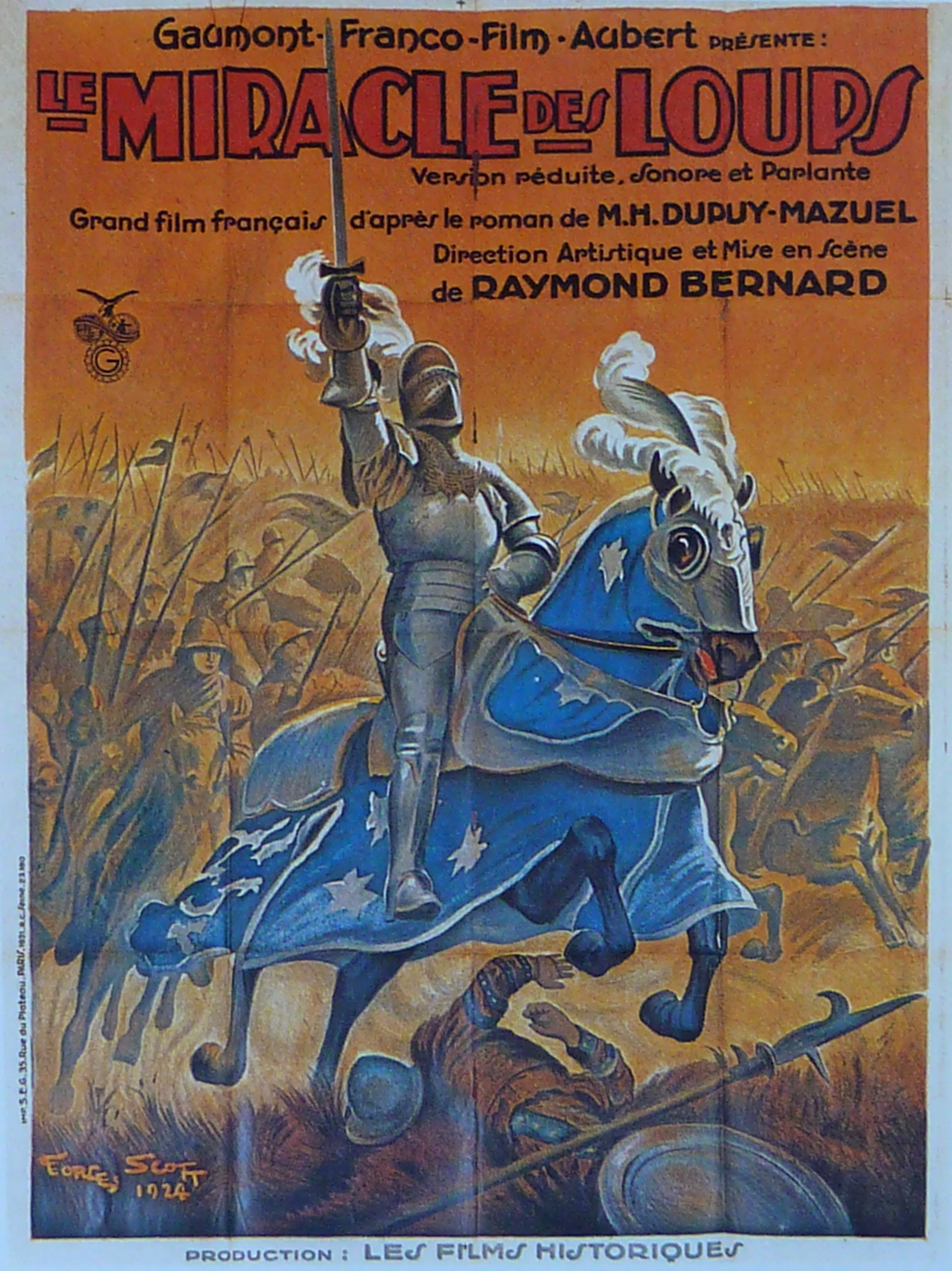
Афиша художника Жоржа Скотта к фильму «Чудо волков»

В 1924 году Раймон Бернар обратился к популярным в то время историческим фильмам представляющими собой красочное, костюмированное зрелище, поставив фильм «Чудо волков», действие которого происходит во Франции XV века во времена правления Людовика XI. Для постановки картины по одноимённому роману и сценарию Анри Дюпюи-Мазюэля пришлось собрать «целую армию статистов» под историческими стенами Каркасона. Лента стала не только самым дорогим фильмом того времени, но и одной из самых прибыльных. Жорж Садуль писал, что «достойный и честный творческий путь » привёл его к созданию этого фильма, а также назвал «Чудо волков» «самой значительной исторической картиной 20-х годов», после знаменитого «Наполеона» Абеля Ганса (1927). Также самого Бернара, он охарактеризовал как кинодеятеля специализировавшегося на «больших постановочных фильмах, которые оказались наибольшими удачами этого образованного и умелого режиссёра». В этой ленте Бернар выступил в качестве режиссёра, сценариста и актёра.
Способность Бернара сочетать драматическое повествование с широкомасштабной постановкой и большим количеством задействованных исполнителей также была использована в двух следующих его фильмах периода немого кино — «Шахматист» (1927) и «Тараканова» (1930).
Кинокарьера Раймона Бернара в эру звукового кино продолжалась в течение почти трёх десятилетий. Среди последующих его масштабных постановок можно выделить картину о Первой мировой войне «Деревянные кресты» (1932), и трёхсерийную экранизацию романа Виктора Гюго «Отверженные», которая длилась почти пять часов экранного времени. Примечательно, что серии картины демонстрировались в Париже в трёх разных эксклюзивных кинотеатрах («Парамаунт», «Мариво», «Мариньян»), а расписание было составлено таким образом, чтобы зритель при желании мог посмотреть весь фильм за один день. Бернар Натан, руководитель компании «Патэ-Натан» этой картиной стремился вдохновить население страны в условиях экономического кризиса и получить значительный успех за рубежом. Музыку к фильму написал композитор Артюр Онеггер, из которой позже он составил симфоническую сюиту. По мнению Садуля эта картина представляет собой «добросовестную экранизацию романа». Кроме того, в этот тяжёлый в экономическом отношении период для кинематографа Франции исторические картины Бернара успешно шли во многих странах когда экспорт французских фильмов, как правило, не выходил за пределы Бельгии и Швейцарии. По словам критика Жака Лурселя эта картина значительно выделяется на фоне французской кинопродукции тех лет, и с глобальной точки зрения это самая приемлемая экранизация романа Гюго. По его мнению, не считая «Деревянных крестов», «это единственный амбициозный проект, который Раймону Бернару удалось довести до конца в эпоху звукового кино (хотя у него было много других проектов), и можно заметить, что даже своим масштабом это полотно сильно контрастирует с достаточно узким и тесным контекстом французского кино 30―35-х гг.»
Как замечает Лурсель, в этом фильме режиссёр на время забывает о своём природном классицизме и привлекает элементы репортажной съёмки (беглые панорамы, ручная камера и т. д.): «грубое, необычное и почти барочное новшество в контексте французского кино тех лет, столь далёкого от авангарда». Как отмечает Лурсель, в стилистическом отношении в этом фильме Бернара «торжествует сдержанная строгость, стремление к подлинному чувству, что-то среднее между мелодрамой и аскетической скудостью, без лишнего пафоса и показных эффектов»:
Его экранизация „Отверженных“ — фильм честного человека и гуманиста. Бернар никогда не метит выше, чем может попасть, и именно поэтому почти всегда добивается целей, в результате разумных решений и большой любви к качественной работе.
В своих поздних фильмах Бернар вернулся к более скромным проектам и бюджетам, включая создание нескольких комедий. Во время оккупации Франции в годы Второй мировой войны Бернар, как еврей, был вынужден скрываться, а его кинематографическая карьера была вынужденно приостановлена до конца войны.
Раймон Бренар завершил кинематографическую карьеру в 1958 году, но в 1970-х годах, когда ему было 80 лет, он смог контролировать восстановление своего фильма «Отверженные», который был существенно сокращён в 1940-х годах для удобства кинопроката. В 1977 году, вскоре после демонстрации практически полной версии фильма на французском телевидении на канале «France 3», Бернар умер в возрасте 86 лет.

## Фильмография (избранная)
| Год  |   | Русское название              | Оригинальное название                  | Роль |
| ---- | - | ----------------------------- | -------------------------------------- | ---- |
| 1916 | ф | Жанна Доре                    | Jeanne Doré                            |      |
| 1917 | ф | Бездонный яр                  | Le ravin sans fond                     |      |
| 1918 | ф | Джентльмен коммерсант         | Le gentilhomme commerçant              |      |
| 1918 | ф | Лечение икоты                 | Le traitement du hoquet                |      |
| 1919 | ф | Маленькое кафе                | Le petit café                          |      |
| 1920 | ф | Тайна Розетты Ламбер          | Le secret de Rosette Lambert           |      |
| 1924 | ф | Чудо волков                   | Le miracle des loups                   |      |
| 1927 | ф | Шахматист                     | Le joueur d'échecs                     |      |
| 1930 | ф | Тараканова                    | Tarakanova                             |      |
| 1931 | ф | Монмартр                      | Faubourg Montmartre                    |      |
| 1932 | ф | Деревянные кресты             | Les croix de bois                      |      |
| 1934 | ф | Отверженные                   | Les misérables                         |      |
| 1934 | ф | Тартарен из Тараскона         | Tartarin de Tarascon                   |      |
| 1935 | ф | Любовники и воры              | Amants et voleurs                      |      |
| 1936 | ф | Анна-Мария                    | Anne-Marie                             |      |
| 1936 | ф | Виновный                      | Le coupable                            |      |
| 1937 | ф | Марта Ришар на службе Франции | Marthe Richard au service de la France |      |
| 1938 | ф | Я была авантюристкой          | J'étais une aventurière                |      |
| 1938 | ф | Кавалькада любви              | Cavalcade d'amour                      |      |
| 1939 | ф | Заложники                     | Les otages                             |      |
| 1946 | ф | Друг придёт сегодня вечером   | …Un ami viendra ce soir…               |      |
| 1946 | ф | Прощай, дорогой               | Adieu chérie                           |      |
| 1948 | ф | Если бы молодость знала       | Si jeunesse savait…                    |      |
| 1949 | ф | Майя                          | Maya                                   |      |
| 1949 | ф | Суд Божий                     | Le Jugement de Dieu                    |      |
| 1951 | ф | Мыс Надежды                   | Le cap de l'Espérance                  |      |
| 1953 | ф | Дама с камелиями              | La dame aux camélias                   |      |
| 1953 | ф | Красавица из Кадиса           | La belle de Cadix                      |      |
| 1955 | ф | Плоды лета                    | Les fruits de l'été                    |      |
| 1957 | ф | Седьмая заповедь              | Le septième commandement               |      |
| 1958 | ф | Электрическая вдова           | Le septième ciel                       |      |